# Závod Brno–Soběšice
Závod automobilů do vrchu Brno–Soběšice se konal v letech 1924–1929. Pořadatelem šesti předválečných ročníků byl ČAMS (Československý automobilový klub pro Moravu a Slezsko). Až do roku 1929 se do Králova Pole každoročně sjížděli jezdci představující tehdejší evropskou elitu.

## Závody automobilů a motocyklů
Mezinárodní automobilová výstava v Brně byla zahájena 3. května 1924 za účasti zástupců zemské vlády, MNO, MVP, brněnské obce, úřadů a škol. Přivítal je jménem pořadatele výstavy, což byl ČAMS (Československý automobilový klub pro Moravu a Slezsko) a Brněnské výstavní trhy, prof. dr. Karel Absolon. V rámci této výstavy (3.–7.5.) byly 4. května 1924 uspořádány I. mezinárodní automobilové závody do vrchu Brno–Soběšice. Trať o výškovém rozdílu 159,8 m měla průměrné stoupání 4,6% a maximální 10%.
V následujících letech se na startovní listině objevovala taková jména jako Vladimír Kučka, Miloš Havel, hrabě Czernin-Morzin, Václav Liška, Doc. dr. Otakar Bittmann, Jindřich Knapp, Bohumil Turek, Jiří Kristián Lobkowitz, Čeněk Junek a samozřejmě i jeho paní – Eliška Junková. Nemohli chybět ani "domácí" matadoři Bedřich Soffer, Rychard Müttermüller, Karel Divíšek, Karl Stohanzl atd. Slavná jména přitahovala veřejnost stejně jako rychlostní rekordy. Například v posledním ročníku závodu v roce 1929 zvítězil v kategorii automobilů do 1500 ccm Miloš Bondy (pražský podnikatel, majitel továrny Avia 1921-1928, aktivní účastník II. odboje) na voze Bugatti T37A časem 2:20,7 a překonal tak několik let starý rekord ustavený na této trati Eliškou Junkovou. To jel rychlostí téměř 90 km/hod (přesně 89,6 km/h).
Na tradici závodů do vrchu Brno–Soběšice (a na závody na Pradědském okruhu) navázal ČAMS pořádáním závodů na Masarykově okruhu, který se poprvé uskutečnil 28. září 1930.

### 1. ročník 1924
Už první ročník měl ve startovní listině 54 domácích i zahraničních účastníků. Na vlhké silnici, za aprílového počasí a za účasti obrovského množství obecenstva se uskutečnil 4. května 1. ročník mezinárodních automobilových závodů na trati Brno (Královo Pole) – Soběšice. Brněnské Lidové noviny odhadly počet diváků na 40 tisíc, lokální měsíčník Salon dokonce na 50 tisíc, zatímco pragocentrické Auto (AKRČs) uvedlo pouze 20 tisíc. Trať dlouhá 3500 m s průměrným stoupáním 4,6 %, s maximálním 10 % a výškovým rozdílem bezmála 160 m vedla od zámečku Kociánka na Křižíkově 5 a končila těsně před Soběšicemi.
Nejlepšího času dne 3:00,3 min dosáhl Rakušan Josef Wetzka na Austro-Daimleru ADM II. Nejlepšího času 3:01,9 min v kategorii motocyklů dosáhl Švýcar Alfter na stroji Motosacoche startující v třídě do 500 ccm. V cestovních automobilech zvítězil zmiňovaný Wetzka (do 2,75 l) před Edgarem Morawitzem na Vauxhallu (3:01,1 min), startujícím v třídě do 4,25 l a před Oldřichem Kinským (3:03,3 min) na Steyeru (do 3,4 l). V závodních automobilech dosáhl nejlepšího času Ernst Mahla na Bugatti 3:03,9 min a v kategorii do 1,5 l Miloš Havel na Fiatu (3:20,3 min).
Vítěz Josef Wetzka získal první cenu, vyřezávanou skříň podle návrhu architekta ing. B. Čermáka a zároveň získal i pohár dr. K. Absolona. V hodnocení podle koeficientu výkonnosti zvítězil hrabě Ulrich (Oldřich) Ferdinand Kinský na Steyru (3:03,3 min). Pohár MNO za nejlepší výkon čs. stroje získal Josef Veřmiřovský na voze Tatra 11 (3:33,8 min).
První úspěšný ročník odstartoval šestiletou tradici, kterou spojovalo až na poslední ročník jedno – mizerné počasí.

### 2. ročník 1925
II. ročník tohoto mezinárodního závodu se uskutečnil 10. května. Silnice byla upravena nákladem 100 000 Kč. Zatáčky byly rozšířeny a byl v nich upraven sklon. Ze 72 přihlášených startovalo 48 hrdinských závodníků na dvou, třech i na čtyřech kolech. Svým mistrovstvím překonalo všechna nebezpečenství mokré silnice. I přes nepřízeň počasí dorazilo k závodu na 40 tisíc diváků. Cenu za nejlepší výkon cestovních vozů podle předepsané formule získal jezdec Hodina na voze Austro-Daimler.
Nejlepšího času 2:42,1 min. v rekordu tratě docílil ředitel bankovního domu Čeněk Junek na závodním Bugatti Type 35 (v.č. 4328) v třídě do 2 l. Druhý nejlepší čas dne docílil kpt. Vladimír Kučka 2:45,9 min na stroji Brough Superior, vítěz kategorie motocyklů. V kategorii závodních vozů přes 2000 cm³ zvítězil Jindřich Knapp (Walter 0), čas: 3:03,7 min. (vytvořil nový rekord třídy) a v celkovém pořadí automobilů obsadil 2. místo za Junkem. Na cestovním Bugatti T30 do 2 l vyhrála paní Eliška Junková a vytvořila rekord této třídy časem 3:08,1 min. V cestovních autech do 1,1 l opět zvítězil Josef Veřmiřovský na malé Tatře 12, když svůj čas z roku 1924 zlepšil o téměř 20 vteřin na 3:14,3 min. Ve stejné kubatuře ale v závodních vozech zvítězil Bedřich Soffer na Sénéchalu.

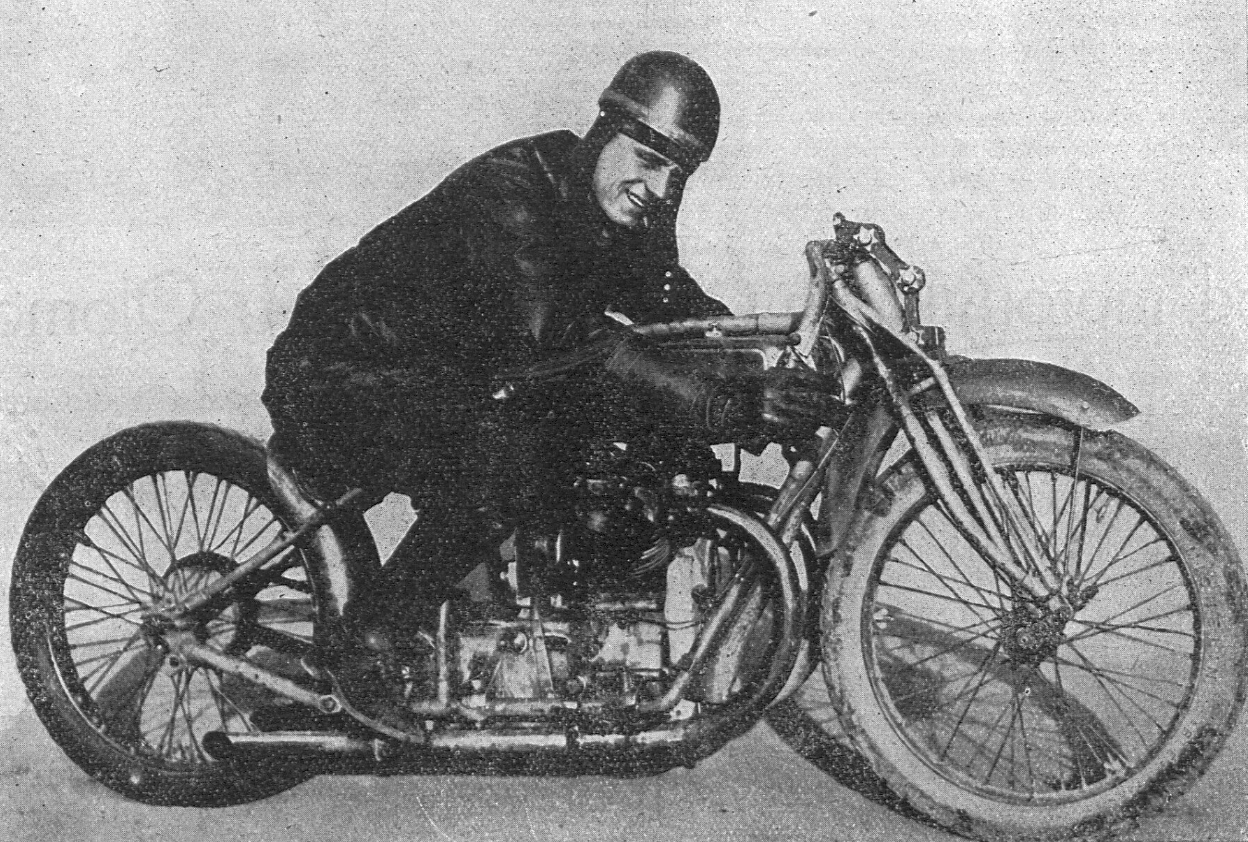
Walter M 922, Bohumil Turek zvítězil v "mrtvém" závodě Brno–Soběšice (1926)

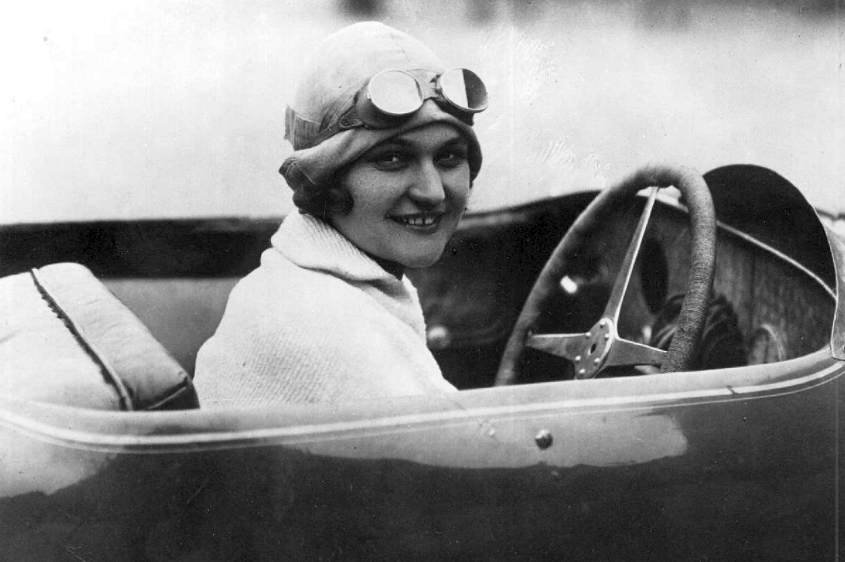
Eliška Junková (1926)

### 3. ročník 1926
V III. ročníku konaném 6. června za rekordní účasti přihlášených (80) zopakoval vítězství Čeněk Junek v kategorii závodních vozů na dvoulitrovém Bugatti T35 (v.č. 4572-46) v čase 2:30,4 min. výkonem, kterým překonal svůj loňský rekord třídy, ale podlehl manželce, Elišce Junkové, která jela v kategorii sportovních vozů na Bugatti T35 do 2,0 l a dosáhla času 2:29,6 min a vytvořila nový rekord tratě v kategorii automobilů, za což od pořadatelů dostala 10000 Kč. Jela na bývalém Čeňkově voze v.č. 4328, se kterým zde vyhrál v roce 1925. Manželé Junkovi v tomto závodě obsadili v automobilech prvá dvě místa. Rekord Elišky Junkové byl překonán až v posledním, 6. ročníku Milošem Bondym.
Závod však měl i jinou senzaci – ex aequo. V mrtvém závodě motocyklů v kubatuře přes 500 cm³ Vladimír Kučka (Brough-Superior) a Bohumil Turek (Walter M 922) dosáhli shodného času 2:26,0 min, čímž vytvořili nový rekord trati. Získali společně peněžitou cenu 4000 Kč. Pod 3 minuty se ještě dostal vítěz třídy závodních vozů přes 2 l Fritz von Zsolnay na Austro Daimleru (2:39,7 min.), na Talbotu Hugo Urban-Emmerich v závodních vozech do 1,5 l (2:59,2 min) a v cestovních automobilech do 2,0 l Josef Veřmiřovský na Tatře 17 (2:47,3 min). Za tento výkon získal Veřmiřovský čestnou cenu města Brna za nejlepší výkon cestovního vozu v hodnocení dle formule výkonnosti.

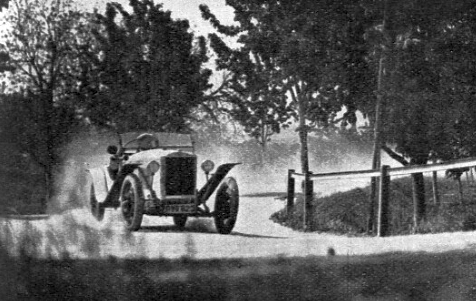
Bedřich Soffer, Z 18 Sport (Brno-Soběšice 1927)

### 4. ročník 1927
O rok později (5. června 1927) si Eliška Junková vítězství na soběšickém kopci zopakovala. Jela na závodním Bugatti T35C (v.č. 4831-105) a dosáhla času 2:38,3 min. V motocyklech zvítězil Belgičan M. Flintermann na stroji F.N. časem 2:38,9 min (do 500 cm³) před Bohumilem Maťhou na Premieru (do 350 cm³).
Tradiční a příslovečný déšť, jenž pronásledoval významný sportovní podnik, závod do vrchu Brno–Soběšice, s tvrdošíjností neopustil závod ani v roce 1927. Nepřízní počasí zůstaly zachovány oba hlavní traťové rekordy, motocyklový i automobilový. Závod shromáždil jako obvykle výbornou i četnou konkurenci, z 80 hlášených dostavilo se ke startu 54 konkurentů, mezi nimiž byla všechna »esa« pravidelně startující v Králově Poli.
Ve sportovních automobilů do 1100 ccm oslavily vítězství dva nové automobily Z 18 Sport. V této třídě zvítězil Bedřich Soffer v čase 3:16,6 min na Z 18 Sport, čímž vytvořil rekord třídy, před Rychardem Müttermüllerem o 0,3 vt. na stejném voze. První ostré nasazení na Soběšickém kopci přineslo novému týmu i vozu první "double". Do 2 litrů vyhrál Miloš Havel na Bugatti, do 3 l Felix Spiegel-Diesenberg na ADM a konečně nad 3 litry Leo Karger na Steyru v čase 3:15,6 min. V závodních automobilech se pod 3 minuty dostala jen vítězná Eliška Junková a za ní se v celkovém pořadí "seřadili" na závodních vozech Fritz von Zsolnay na Gräf & Stift (3:00:0 min), Friedrich Paul (Fritz) Hückel na F.H. Special (3:01,4 min), Čeněk Junek na Bugatti T35B (3:04,2 min.) a Miloš Havel na sportovním Bugatti T37 ve stejném čase jako Junek.

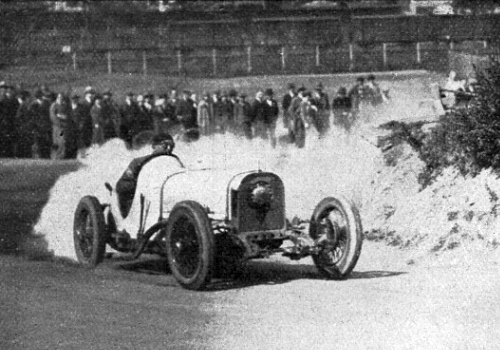
Bedřich Soffer, šestiválec Z 6V (Brno-Soběšice 1928)

### 5. ročník 1928
V. ročník Brno–Soběšice v roce 1928 rovněž velice uspokojil (68 startujících), třebaže počasí bylo jako obvykle nestálé. Těsně před závodem se spustil "tradiční" liják, který trať učinil zvláště v zatáčkách velmi kluzkou. V motocyklech zvítězil Hugo Tichý na Terrotu 350 v čase 2:39,3 min, v závodních automobilech pak Miloš Bondy na Bugatti 37A časem 2:38,8 min před dr. Otakarem Bittmannem na Bugatti (2:40,7 min). Oba startovali v závodních vozech do 1,5 l. Dr. Bittmann na voze Austro-Daimleru vyhrál i třídu sportovních automobilů přes 2,0 l (2:54,8 min). Ve sportovních automobilech do 1,5 l zvítězil na Bugatti v rekordu třídy 3:11,0 min začínající závodník s pseudonymem Dimsch (Florian Schmidt). V cestovních automobilech do 3,0 l zvítězil pravidelný účastník Josef Veřmiřovský v čase 2:42,7 min na šestiválcovém stroji Tatra 17.
Klubový závod ČAMS a Moravsko-slezského automobilového klubu (MSAC, Mährisch-Schlesischer Automobil Club) do vrchu Brno–Soběšice (13. května) měl jistou "senzaci", a to startem nových závodních vozů typu Z brněnské Zbrojovky, která vyslala do závodu dva vozy Z 6V se šestiválcovým, dvoudobým motorem (Z2, někdy označován jako M2) o zdvihovém objemu 1085 cm³ se dvěma kompresory (Bedřich Soffer, Leo Karger) a také znamenitý dvoutaktní dvouválec s kompresorem Z 4V (Müttermüller a "Flieger"/Karl Stohanzl). Ačkoliv tyto vozy ještě ne zcela vyšly ze stadia pokusů a byly vyslány do závodu možno říci také experimentálně, přece hned na poprvé dokázaly v rukou výborných řidičů zvítězit. V kategorii závodních vozů do 1,1 l Bedřich Soffer bezkonkurenčně ve své kategorii zvítězil a dokonce ustanovil pro tuto třídu nový rekord trati v čase 2:53,6 min. Nový Z 6V pro svůj ohromující řev a oblaka dýmu z přeplňovaného dvoutaktního motoru dostal přezdívku Pekelník. "Flieger" (1.) s Müttermüllerem (2.) obsadili prvá dvě místa v závodě sportovních vozů do 1,1 l. Úspěch Zbrojovky byl dokonán prvními 3 místy v cestovních vozech do 1000 ccm, kde jezdci za Zetkách Z 18 obsadili stupně vítězů v pořadí Karel Divíšek (3:56,6 min), J. Najman a ing. A. Václavíková-Zichová.  Ve sportovních vozech do 1,5 l zvítězil Dimsch (Florian Schmidt) na Bugatti a do 3,0 l dr. Otakar Bittmann na ADM. Celkovým vítězem se stal Miloš Bondy na Bugatti T37A.

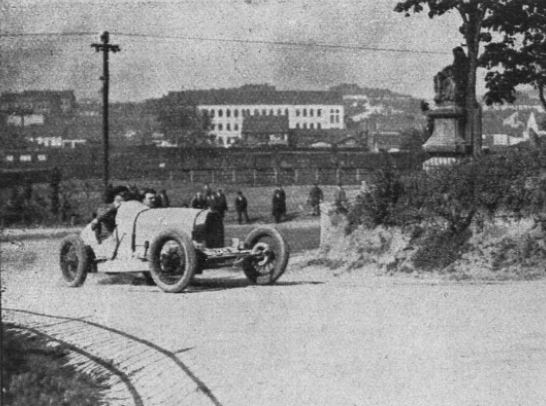
Miloš Bondy na Bugatti T37A, Brno-Soběšice (1928)

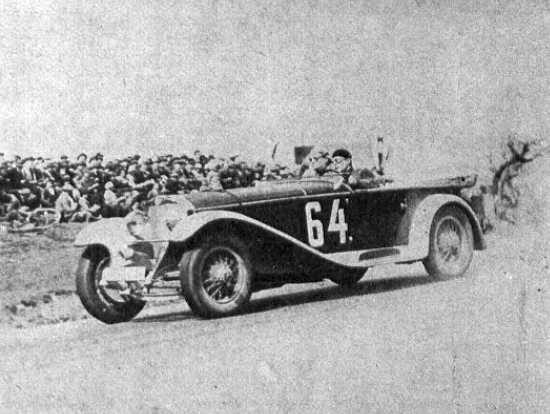
Max von Arco-Zinneberg, Mercedes-Benz S (1929)

### 6. ročník 1929
Tento VI. a poslední závod (23. června) na historické trati se jel tentokráte zcela výjimečně za slunečného počasí, a proto byl ve znamení mnoha rekordů. Závod měl však slabší účast než v dřívějších letech. Již nestačilo, jako tomu bylo ještě před několika málo roky, vypsat závod a — přihlášky se sešly samy od sebe. Poměry se velmi změnily a zvláště rok 1929 uchystal leckterému pořadateli trpké zklamáni. Startovalo celkem 34 strojů.
Nejlepší čas v motocyklech, a to 2:22,1 min, měl Václav Liška na stroji Premier, v závodních automobilech opět Miloš Bondy na Bugatti T37A jel pak v rekordním čase 2:20,7 min před dalšími dvěma stroji Bugatti, před doc. dr. O. Bittmannem (2:26,6 min) a Jiřím Lobkowiczem (2:28,7 min). V cestovních automobilech zvítězil (startující v třídě přes 2000 ccm) hrabě Max von Arco-Zinneberg na voze Mercedes-Benz typ S časem 2:24,2 min. V závodních vozech do 1,1 l zvítězil na Amilcaru již pod svým pravým jménem Florian Schmidt (dříve jako "Dimsch").

### Výsledky automobilů
První závod do vrchu se uskutečnil 4. května 1924. Poslední 6. ročník 23. června 1929. Vítězové jednotlivých ročníků v kategorii automobilů:
| Ročník | Datum           | Délka trati | Vítěz          | Vůz                   | Čas        | Pozn. |
| 1      | 4. května 1924  | 3,500 km    | Josef Wetzka   | Austro-Daimler ADM II | 3:00,3 min |       |
| 2      | 10. května 1925 | 3,500 km    | Čeněk Junek    | Bugatti T35           | 2:42,1 min |       |
| 3      | 6. června 1926  | 3,500 km    | Eliška Junková | Bugatti T35           | 2:29,6 min |       |
| 4      | 5. června 1927  | 3,500 km    | Eliška Junková | Bugatti T35           | 2:33,3 min |       |
| 5      | 13. května 1928 | 3,500 km    | Miloš Bondy    | Bugatti T37A          | 2:38,8 min |       |
| 6      | 23. června 1929 | 3,500 km    | Miloš Bondy    | Bugatti T37A          | 2:20,7 min |       |

## Závod historických automobilů

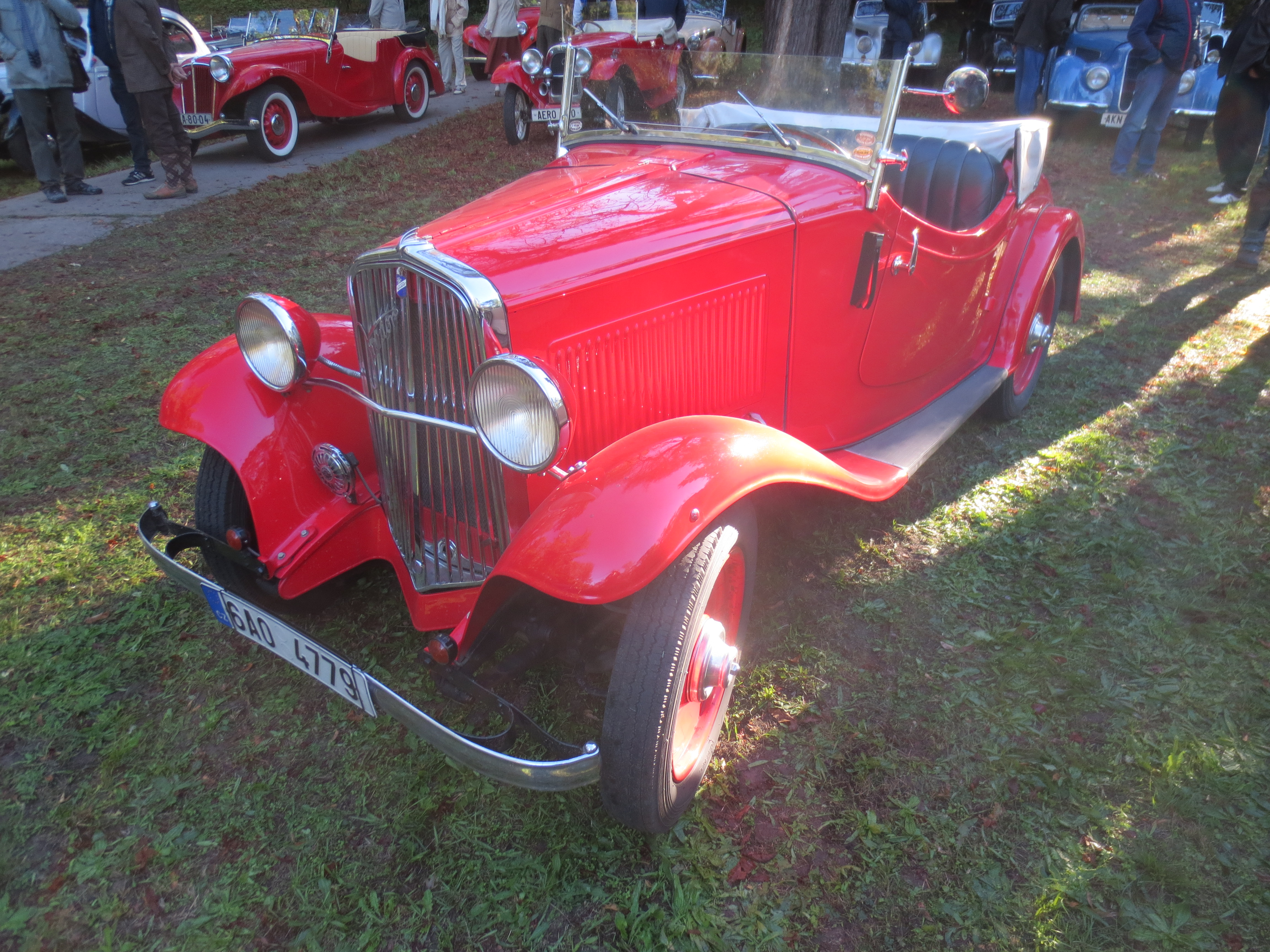
Walter Junior (1933) roadster, Brno-Soběšice 2018

Obživení závodu Brno–Soběšice obstaral brněnský Veteran Automoto Club v roce 1974 jízdou do vrchu historických vozidel. V této tradici pokračoval pravidelně až do roku 1987, kdy pro stále rostoucí počet účastníků již nebylo možno zajistit ubytování (tradiční termín byl vždy během konání Mezinárodního strojírenského veletrhu). V roce 1999 Veteran Automoto Club Brno obnovil tradici jednodenním setkáním. Během krátké doby si jízda vydobyla zpět původní popularitu, o čemž svědčí pravidelně se zvyšující počet účastníků i diváků.
Centrum dění a parkoviště strojů je v areálu Centra Kociánka, v jehož parku pod vysokými stromy mohou auta a motocykly v klidu i v pohybu obdivovat velcí i malí milovníci staré techniky. Divácky nejzajímavější je úsek ihned po startu, ale stroje v plné jízdě lze sledovat po celé délce trasy, tedy ve stoupání okolo Střelnice, při průjezdu Soběšicemi, Lesnou a zpět ulicí Křižíkovou.